# Klettigshammer

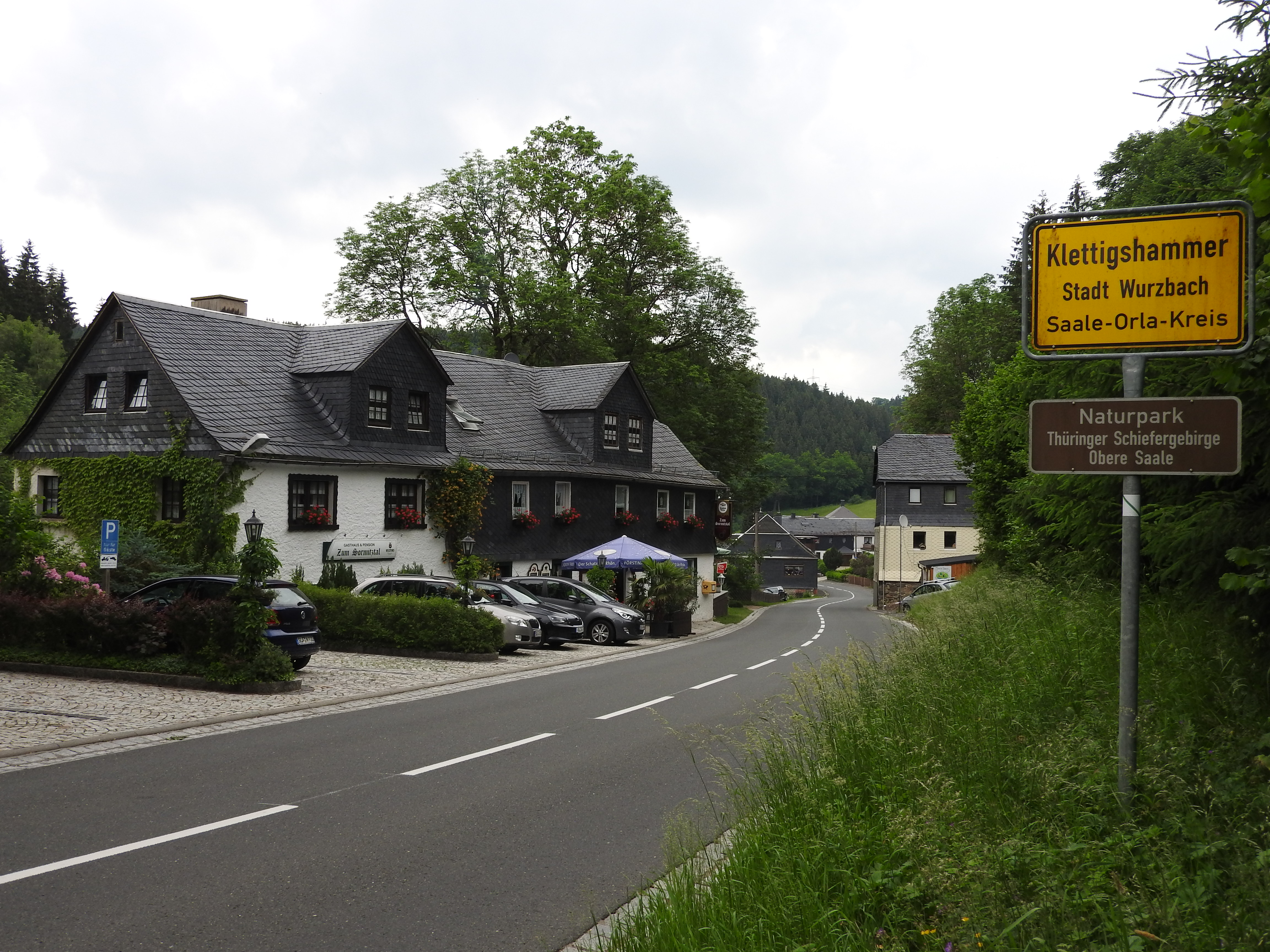
Ortseingang

Klettigshammer ist eine Siedlung der Stadt Wurzbach im Saale-Orla-Kreis in Thüringen.

## Geografie
Die Siedlung Klettigshammer liegt nördlich von Wurzbach an der, im schmalen Sormitztal verlaufenden, Bundesstraße 90. Rechts und links der Straße, an Anhöhen und Hängen, steht meist Wald. Es ist ein sehr kupiertes Gelände.

## Geschichte
Am 20. Dezember 1509 wurde die Ansiedlung urkundlich erstmals erwähnt.
Der Ort gehörte wie Heinersgrün zur reußischen „Herrschaft Lobenstein“, die zur Linie Reuß-Lobenstein gehörte. 1848 kam der Ort zum Fürstentum Reuß jüngerer Linie (ab 1852 zum Landratsamt Schleiz) und 1919 zum Volksstaat Reuß. Seit 1920 gehört der Ort zu Thüringen.

## Söhne und Töchter des Ortes
- Robert Martius (1865–1945), deutscher Politiker